# عماره
عماره (به عربی: العمارة)مرکز استان میسان در جنوب شرقی عراق است. این شهر در کنار رود دجله قرار دارد. جمعیت این شهر در سال (۲۰۰۵ میلادی) ۴۲۰٬۰۰۰ نفر بوده که مسلمان شیعه هستند. و طبق سرشماری سال ۲۰۰۸ میلادی، ۴۵۳٬۴۲۶ نفر می‌باشد..

## تاریخچه
العماره در دهه ۱۸۶۰ توسط امپراتوری عثمانی برای ایجاد پایگاه نظامی در مقابل تهدیدهای بنی لام و قبیله البومحمد تأسیس شد و در سال ۱۹۱۵ توسط انگلیسی‌ها به تسخیر در آمد.
و پس از تاسیس العماره، قبائل بزرگی از سراسر نواحی العماره و از هورهای آن منطقه به این شهر امدند، مانند قبائل بزرگ السواعد که هم اکنون ۳۵ درصد جمعیت جنوب عراق را شامل میشنود.
در دوران جنگ ایران و عراق این شهر و منطقه‌های اطرافش به خاطر واقع بودن میان بزرگراه بغداد-بصره چندین بار توسط نیروهای ایرانی طی والفجر مقدماتی مورد حمله قرار گرفت.